# ناواهو (آریزونا)
ناواهو (به انگلیسی: Navajo) یک منطقهٔ مسکونی در ایالات متحده آمریکا است که در آریزونا واقع شده‌است. ناواهو ۱٬۷۳۰ متر بالاتر از سطح دریا واقع شده‌است.